# Kościół św. Barbary w Jaworku
Kościół pw. św. Barbary w Jaworku – zabytkowy kościół wybudowany w miejscowości Jaworek (powiat kłodzki).

## Historia
Barokowy kościół filialny parafii w Wilkanowie, zbudowany w 1791, kryty dachem dwuspadowym z wieżą na planie kwadratu zakończoną hełmem, pw. św. Barbary.